# Heterusia proanodes
Heterusia proanodes là một loài bướm đêm trong họ Geometridae.